# 노자영
노자영(盧子泳, 1898년~1940년)은 한국의 시인이다.
호는 춘성(春城)이며, 평남 출생이다. 1921년경 <백조> 동인으로 감상적인 연정을 읊은 시를 발표했다. 시집에 <처녀의 화환(花環)>, 수상집에 <인생 안내> 등이 있다.

## 생애
노자영은 1900년 황해도 송화군 상리면 양지리에서 태어났다.
평양 숭실중학교에 입학, 신문학을 접하면서 톨스토이, 하이네, 보들레르, 단눈치오를 탐독했다. 졸업 후 귀향해 교편을 잡지만 문학에 대한 열정만큼은 여전했다. 낮에는 학생들을 가르치고 밤에는 문학에 대한 꿈을 불태우며 “죽기까지 문학에 헌신”하고자 했다. 1920년 봄, 교사 생활을 접고 상경해 한성도서주식회사 편집부에 취직하면서 문단 활동을 시작한다. 한성도서주식회사에서 발행하는 ≪학생계≫와 ≪서울≫지 기자로 활동하면서 여기에 시를 발표했다. ‘花爛春城’을 줄여 ‘춘성(春城)’이란 호를 사용한 것도 이때부터다. 표절 시비에 휘말린 뒤 울분과 억울함, 자괴감으로 괴로워하다 1926년 늦은 나이로 동경 유학길에 오른다. 폐 질환으로 학업을 채 마치지 못하고 귀국해 병상에서 은둔 생활을 했다. 1931년 문단에 복귀, 1934년에 ≪신인문학≫을 창간하며 출판 사업에 뛰어들지만 경제난으로 지속하지 못했다. 1937년 ≪조선일보≫에 취직해 소설 ≪인생특필≫을 연재하면서 대중적 인기를 재확인하고 시집 ≪백공작≫을 비롯해 수필집을 발간하며 정력적으로 문학 활동을 이어 갔다.
그러던 중 1940년 41세 나이에 갑작스런 발병으로 사망했다.